# Richard Blystone
Richard M. Blystone (* 5. Oktober 1936 in Elmira/New York; † 17. April 2018 in London) war ein US-amerikanischer Journalist.

## Leben und Wirken
Blystone war Absolvent des Amherst College und diente kurze Zeit als Offizier bei der US Navy. Nach Arbeiten für die Elmira Star-Gazette und die Scandinavian Times in Kopenhagen begann er seine journalistische Laufbahn bei AP, für die er 1965 aus Atlanta über die Bürgerrechtsbewegung in Georgia berichtete. Später wechselte er in das Hauptquartier der Agentur in New York, bevor er 1970 als Berichterstatter über den Vietnamkrieg in das Büro in Saigon wechselte. Ab 1973 war er Leiter des AP-Büros in Bangkok, von wo aus er auch Reportagereisen nach Kambodscha unternahm. Bei der Machtübernahme Pol Pots 1975 verließ er das Land in letzter Minute mit einer Chartermaschine. 1977–78 war er Edward R. Murrow Fellow beim Council on Foreign Relations, danach wechselte er zum AP-Büro nach London.
Mit Beginn des Sendebetriebes wurde Blystone 1980 Mitarbeiter des Senders CNN. Für den Sender berichtete er in den folgenden Jahren über die großen internationalen Ereignisse wie den Iran-Irak-Krieg, den Bürgerkrieg im Libanon, den Zusammenbruch der Sowjetunion und ihrer Satellitenstaaten, Hungerkatastrophen in Afrika, die Interventionen der USA in Somalia und Haiti, den Golfkonflikt, den Nordirlandkonflikt und den NATO-Einsatz im Kosovo. 2001 ging er in den Ruhestand, berichtete aber 2003 nochmals aus dem Irak und Kuweit. Er arbeitete weiter freiberuflich, produzierte Dokumentationen und unterrichtete in Botswana ein Semester lang Journalismus. Seine Dokumentation Special Visions of Europe – Iron Curtain Odyssey wurde 2000 beim Radio-, TV- und Neue-Medien-Preis mit dem Zweiten Preis in der Kategorie Fernsehpreise ausgezeichnet.